# Tono (lingüística)
En lingüística, el tono es el uso de la tonía (pitch) o frecuencia fundamental para distinguir significado léxico o gramatical. Entendido de esta forma, el tono es un rasgo o conjunto de rasgos distintivos que constituye por sí mismo un morfema o que se encuentra asociado a un morfema en el lexicón de una lengua. Las lenguas que poseen indicadores de tonía de este tipo se conocen como lenguas tonales. Esta definición de lengua tonal excluye las lenguas cuyas indicaciones de tonía se dan a nivel postléxico, o nivel de frase, lo cual constituye la entonación.
Para que una lengua sea considerada tonal debe presentar indicaciones de tonía en la realización léxica de al menos algunos morfemas, es decir, en el nivel de palabra fonológica. Esto es así ya que en algunas lenguas como el somalí las raíces no poseen tono en su forma subyacente, pero lo adquieren en su forma léxica por marcas de clase.
El término patrón tonal se refiere al tono o conjunto de tonos que se asocian a la palabra fonológica mientas que tono se refiere únicamente al rasgo o conjunto de rasgos que se asocian directamente a su unidad portadora de tono. La unidad portadora de tono es un componente prosódico al cual se asocia el tono para poder manifestarse fonéticamente. Algunos autores consideran que la palabra fonológica, la sílaba o la mora pueden constituir unidades portadoras dependiendo de cada lengua mientras que otros consideran que únicamente la mora puede constituir la unidad portadora de tono.
Los hablantes de una lengua tonal producen los distintos niveles de tonía modulando la tensión en sus cuerdas vocales: a mayor tensión, la tonía será más alta o más aguda. Los tonos de una lengua no representan una frecuencia fundamental absoluta, sino que son relativos con respecto al habla de un mismo individuo, así, el tono bajo en una mujer puede ser más alto inclusive que el tono alto en un hombre; sin embargo, el tono bajo de una persona siempre es más bajo que el tono alto en la misma persona.
Aproximadamente el 50% de las lenguas del mundo son tonales. En particular, las lenguas sinotibetanas (como el mandarín), las lenguas austroasiáticas (como el vietnamita), las lenguas Níger-Congo (como el yoruba o las lenguas bantúes) y las lenguas otomangues (como el zapoteco o el triqui) son lenguas tonales.

## Tipos de tono
Los tonos en una lengua tonal pueden ser tonos nivelados o tonos modulados y normalmente una lengua tonal usa en mayor medida solo uno de los dos tipos.

### Tono nivelado o de nivel
Los tonos nivelados, también conocidos como tonos de registro o puntuales, son tonos que se perciben como constantes durante su realización, es decir, no presentan una variación de frecuencia durante su realización. Pueden ser: altos, medio-altos, medios, medio-bajos o bajos.

### Tono modulado o de contorno
Los tonos modulados, también conocidos como tonos de contorno o melódicos, son tonos que varían su frecuencia durante su realización, es decir, pueden ser ascendentes, descendentes o cualquier combinación de elevación y descenso.

## Representación
El AFI puede indicar tanto tonos de nivel como de contorno, lo hace prescribiendo 5 alturas de tono (muy alto, alto, medio, bajo, muy bajo) y seis tonos de contorno simples (alto-medio, alto-bajo; medio-alto, medio-bajo; bajo-alto, bajo-medio). En algunas lenguas el número de niveles no es cinco, sino tres (alto, medio, bajo) o incluso dos (alto, bajo), y en esos casos la notación se adapta. Para una lengua con hasta cinco niveles los tonos de nivel se representan por una barra vertical con una pequeña barra horizontal que indica el nivel:
˥ tono muy alto (forma alternativa mediante número: 1)
˦ tono alto (forma alternativa mediante número: 2)
˧ tono medio (forma alternativa mediante número: 3)
˨ tono bajo (forma alternativa mediante número: 4)
˩ tono muy bajo (forma alternativa mediante número: 5)
Los tonos de contorno (con cambio de nivel) simples, en este caso no es tan sencillo distinguir transiciones entre cinco niveles y sólo se usan transiciones entre tres niveles (alto o muy alto, medio, bajo o muy bajo):
˥˧ alto-medio (forma alternativa: 13), ˥˩ (forma alternativa: 15)
˨˩ medio-bajo (forma alternativa: 31), ˧˥ medio-alto (forma alternativa: 31)
˩˦ muy bajo-muy alto (forma alternativa: 51), ˩˧ muy alto-medio/bajo (forma alternativa: 53)